# Makrosomie
Makrosomie (von altgriechisch μακρός makros, deutsch ‚groß‘, ‚weit‘, ‚lang‘ und altgriechisch σῶμα sṓma, deutsch ‚Körper‘) bezeichnet eine abnormale Größe des Körpers, von Körperteilen oder von Organen, also einen Großwuchs.
Im Gegensatz zum Riesenwuchs, auch Gigantismus oder Hypersomie genannt, wird mit „Makrosomie“ meist jedoch die fetale Makrosomie bezeichnet.

## Fetale Makrosomie
Hinweis: Alle hier angegebenen Durchschnittswerte gelten ausschließlich für die Europäer oder deren Nachkommen. Bei Kindern aus anderen Bevölkerungsgruppen gelten andere Perzentilen.
Die Makrosomie ist definiert als ein Geburtsgewicht oberhalb der 95. Perzentile (4350 g). Das durchschnittliche Geburtsgewicht in der vollendeten 40. Schwangerschaftswoche bei männlichen Einlingen liegt bei 3600 g. Normale Geburtsgewichte liegen innerhalb eines Toleranzbereichs von 10 %. Bei makrosomen Feten kann die Abweichung bis zu 20 % betragen. Das American College of Obstetricians and Gynecologists definiert die Makrosomie mit einem Geburtsgewicht von über 4500 g. Am weitesten verbreitet ist die Grenzziehung bei einem Geburtsgewicht über 4000 g.
Makrosome Feten werden meist durch einen mütterlichen Diabetes mellitus oder einen Gestationsdiabetes (Schwangerschaftsdiabetes) verursacht.
Heutzutage klären Ärzte und Hebammen bei fetaler Makrosomie und geplanter vaginaler Geburt über das Risiko einer Schulterdystokie auf. Es hat sich gezeigt, dass das Risiko hierfür ab einem Geburtsgewicht von 4000 g um das 10–20-fache steigt.

## Im Rahmen von Syndromen
Der Begriff Makrosomie tritt bei folgenden Syndromen auf:
- MOMO-Syndrom (Synonym: Makrosomie-Adipositas-Intelligenzminderung-Augenanomalie-Syndrom)[8]
- Teebi-al-Saleh-Hassoon-Syndrom[9]
- Perlman-Syndrom (Synonym: Nephroblastom – fetaler Aszites – Makrosomie – Wilms Tumor)[10]
- Carpenter-Syndrom